# DOLL$BOXX
DOLL$BOXX（ドールズボックス）は、日本の女性5人組ロックバンドである。2012年12月12日、アルバム「DOLLS APARTMENT」でデビュー。

## 概要
Gacharic Spinと以前対バンをしたことから交流のあったLIGHT BRINGERのボーカリスト・Fukiがサポートボーカルとしてツアーを回ったことが結成のきっかけとなる。
Fukiの他にドラムのはな、キーボードのオレオレオナの二人もボーカルとして歌い、はなとベースのFチョッパーKOGAがデスボイスを重ねるなどしている。

## メンバー
- ボーカル：Fuki ("Fuki Commune"としてソロ活動/Unlucky Morpheus、LIGHT BRINGERのボーカル)
- ベース：FチョッパーKOGA (Gacharic Spin)
- ギター：TOMO-ZO (Gacharic Spin)リーダー
- ドラム・ボーカル：はな (Gacharic Spin)
- キーボード・ボーカル：オレオレオナ (Gacharic Spin)

## ディスコグラフィー
1st Album
「DOLLS APARTMENT」 2012年12月12日発売
1st Mini Album「high $pec」　2017年11月8日発売。5年ぶりの新作となった。